# Горшенин, Яков Павлович
Яков Павлович Горшенин (6 апреля 1897, Покровская слобода, Самарская губерния — 18 мая 1962, Солнечногорск, Московская область) — советский военачальник, генерал-майор (20.04.1945).

## Биография
Родился 6 апреля 1897 года в Покровской слободе, ныне город Энгельс, Саратовская область, Россия. Русский.

### Первая мировая война
29 мая 1916 года был призван на военную службу и направлен в 146-й запасной пехотный полк в город Балашов Саратовской губернии. Там же он окончил учебную команду и служил младшим унтер-офицером. В мае 1917 года с маршевой ротой убыл на Юго-Западный фронт, где воевал командиром взвода в составе 514-го пехотного Мурманского полка 129-й пехотной дивизии. В феврале 1918 года был демобилизован.

### Гражданская война
1 сентября 1918 года добровольно вступил в РККА и был направлен командиром взвода в отряд Мартемьянова, с которым воевал с белоказаками под Камышином, Балашовом и станицей Островской. В феврале 1919 года при наступлении на станицу Островская, в результате измены, он попал в плен, но сумел бежать. После выхода в расположение Красной армии заболел тифом и до апреля лечился в госпитале, затем был назначен помощником начальника обозно-починочной мастерской при отделе снабжения 10-й армии. В сентябре 1920 года командирован на учёбу на 12-е Владикавказские советские пехотные курсы комсостава. После выпуска в июле 1922 года был назначен командиром пулеметного взвода в 194-й стрелковый полк 35-й стрелковой дивизии СибВО в городе Иркутск.

### Межвоенный период
В ноябре 1923 года переведен в МВО и назначен командиром пулеметной роты 243-го стрелкового полка 81-й стрелковой дивизии, формировавшейся в г. Калуга. С ноября 1926 по август 1927 года находился на курсах «Выстрел», по возвращении в полк проходил службу командиром пулеметной роты, начальником полковой школы и командиром батальона. В ноябре 1931 года был назначен в Рязанское пехотное училище им. К. Е. Ворошилова, где занимал должности преподавателя тактики, командира батальона курсантов и начальника учебного отдела. В 1937 году поступил на заочный факультет Военной академии РККА им. М. В. Фрунзе. В октябре — ноябре 1939 года сформировал Рязанский запасной полк и временно им командовал. После расформирования полка 29 ноября 1939 года был назначен начальником Смоленского стрелково-пулеметного училища.

### Великая Отечественная война
С началом войны училище выполняло оперативные задания командующего 20-й армией: один батальон находился при штабе армии в города Орша, другой батальон охранял склады НКО в Красном Бору, одна рота охраняла Смоленский аэродром, а сам полковник Горшенин исполнял обязанности начальника гарнизона города Смоленск. В июле 1941 года Смоленское военное пехотное училище было передислоцировано в город Сарапул Удмуртской АССР.
В мае 1943 года Горшенин направлен на учёбу в Высшую военную академию им. К. Е. Ворошилова. В апреле 1944 года с отличием окончил её ускоренный курс и был назначен начальником штаба 129-го стрелкового корпуса, формировавшегося в Москве. 10 мая управление корпуса убыло на 1-й Белорусский фронт под город Ковель, где включено в состав 47-й армии. В ночь с 4 на 5 июля корпус перешел в наступление и участвовал в Белорусской, Люблин-Брестской наступательных операциях. С 22 сентября 1944 года Горшенин исполнял должность заместителя командира этого корпуса.
С 31 декабря 1944 года полковник Горшенин был допущен к командованию 260-й стрелковой Ковельской Краснознаменной дивизией. С января 1945 года её части успешно действовали в Варшавско-Познанской наступательной операции, отличились при овладении города Яблона, форсировании реки Висла и в боях за Варшаву, в развитии наступления на Бромбер. За эти бои дивизия была награждена орденом Суворова 2-й ст. (6.4.1945). В дальнейшем её части участвовали в Восточно-Померанской и Берлинской наступательных операциях, в боях за города Дейч-Кроне, Шнайдемюль, в форсировании рек Одер и Хавель, в штурме города Бранденбург. В ходе Берлинской операции 26 апреля 1945 года генерал-майор Горшенин был назначен заместителем командира 77-го стрелкового Сохачевского корпуса.
За время войны комдив Горшенин был пять раз персонально упомянут в благодарственных в приказах Верховного Главнокомандующего.

### Послевоенное время
В июле 1945 года, по расформировании корпуса, Горшенин вернулся на прежнюю должность заместителя командира 129-го стрелкового корпуса и служил с ним в ГСОВГ. В феврале 1946 года корпус был переведен в город Ворошиловград и расформирован, а Горшенин назначен старшим преподавателем тактики курсов «Выстрел». С декабря 1951 года исполнял должность помощника начальника тактического цикла, а с апреля 1952	года — начальника учебного отдела этих курсов.
8 июля 1953 года генерал-майор Горшенин уволен в запас.

## Награды
- орден Ленина (21.02.1945)[3]
- четыре ордена Красного Знамени (14.10.1944[4], 03.11.1944[3], 28.05.1945[5], 24.06.1948[3])
- орден Суворова II степени (06.04.1945)[6]
  -     - Медали в том числе:

  - «XX лет Рабоче-Крестьянской Красной Армии» (1938)[5]
  - «За Победу над Германией в Великой Отечественной войне 1941—1945 гг.» (1945)
  - «За взятие Берлина» (1945)
  - «За освобождение Варшавы» (1945)

Приказы (благодарности) Верховного Главнокомандующего в которых отмечен Я. П. Горшенин.
- За овладение штурмом городом Шнайдемюль — важным узлом коммуникаций и мощным опорным пунктом обороны немцев в восточной части Померании. 14 февраля 1945 года. № 279.
- За прорыв сильно укрепленной обороны немцев восточнее города Штаргард, продвижение вперед за четыре дня наступательных боев до 100 километров, выход на побережье Балтийского моря в районе города Кольберг и овладение городами Бервальде, Темпельбург, Фалькенбург, Драмбург, Вангерин, Лабес, Фрайенвальде, Шифельбайн, Регенвальде и Керлин — важными узлами коммуникаций и сильными опорными пунктами обороны немцев в Померании. 4 марта 1945 года. № 288.
- За овладение городом Альтдамм и ликвидировали сильно укрепленный плацдарм немцев на правом берегу реки Одер восточнее Штеттина. 20 марта 1945 года. № 304.
- За полное окружение Берлина и овладение городами Науен, Эльшталь, Рорбек, Марквардт. 25 апреля 1945 года. № 342.
- За овладение штурмом городом Бранденбург — центром Бранденбургской провинции и мощным опорным пунктом обороны немцев в Центральной Германии. 1 мая 1945 года. № 355.